# Blenlivet de Vannes
Blenlivet de Vannes  (floruit Xe siècle) évêque de Vannes vers 950.

## Contexte
Blenlivet, comme son prédécesseur Cunadan, dont en ne sait rien, sont mentionnés, comme les successeurs de Bili II par le Cartulaire de Quimperlé, suivi par Augustin du Paz Toutefois selon la Gallia Christiana il est le successeur direct de Bili.
Entre 944 et 952 il souscrit comme témoin à une charte d'Alain II de Bretagne lorsque ce dernier donne le prieuré de Saint Médard à l'abbaye de Landévennec.
On ignore la date de sa mort mais son corps est inhumé à l'abbaye Saint-Julien de Tours sans doute pendant les dernières incursions vikings.

## Sources
- Arthur de La Borderie, Histoire de la Bretagne, vol. II & III, Mayenne, Joseph Floch (réédition), 1975, 563 p., p. 414,415 (note),337,156 (note)
- (la) Jean-Barthélemy Hauréau, Gallia Christiana, vol. XIV Provincia Turonensi, Paris, Firmin-Didot, 1856, p. 922 Ecclesia Venentesis XXII Blenlivetus.